# SpaceX CRS-25
Chronologie
SpaceX CRS-24 SpaceX CRS-26
La mission SpaceX CRS-25 est la 25e mission du Commercial Resupply Services, de SpaceX, vers la Station spatiale internationale, lancée le 15 juillet 2022 à 8 h 42 UTC (Temps universel coordonné) depuis le pas de tir 39A. Cette mission, dirigée par SpaceX et la NASA, est la cinquième du cargo Crew Dragon, et la troisième du cargo C208. La capsule est revenue sur Terre le 20 août 2022, 18 h 53 UTC en amerrissant dans l'Océan Atlantique.

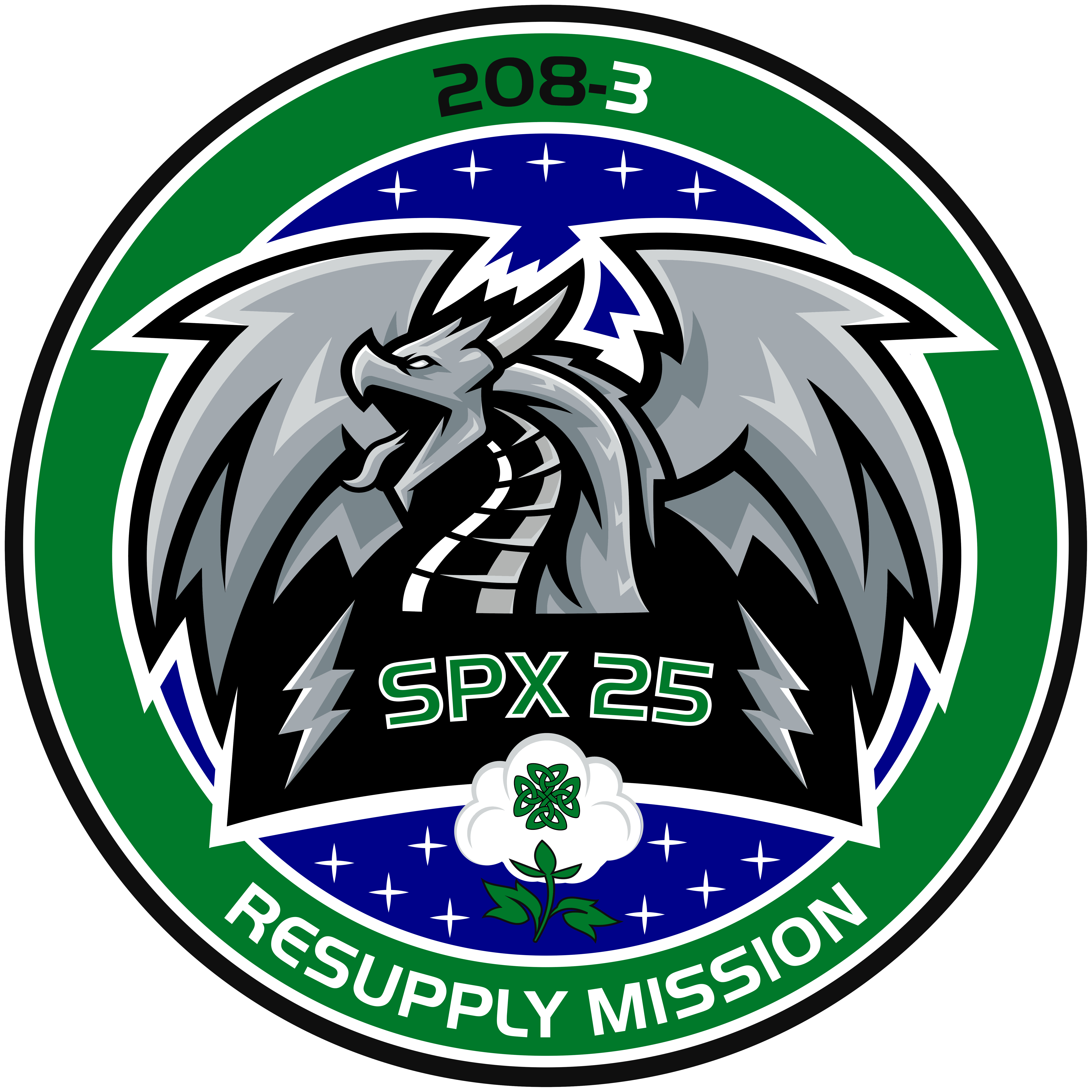
Patch de la mission.

## Fret
Le cargo emmène avec lui en direction de la station spatiale internationale 2 668 kg de fret, dont :
- 376 kg de fourniture pour l'équipage,
- 1 120 kg d'équipements scientifiques,
- 181 kg d'équipements pour les sorties extra-véhiculaires,
- 328 kg de pièces détachées,
- 33 kg de pièces pour ordinateurs,
- 544 kg de fret non pressurisé.

### Expériences
Parmi ses équipements scientifiques, la mission emporte avec elle plusieurs expériences, dont, :
- « EMIT » : une expérience qui vise à mesurer la composition minérale des régions qui produisent de la poussière à la surface de Terre[5] ;
- « Genes in Space-9 » : visant à étudier le bon fonctionnement de biocapteurs ;
- « Biopolymer Research for In-Situ Capabilities » : étudiant la possibilité de créer un béton alternatif à base de matière organique.

## CubeSats
Le cargo emmène également 8 CubeSats dont 5 de la mission ELaNa 45 :
| Nom              | Pays       | Organisation                          | Description                                                     |
| ---------------- | ---------- | ------------------------------------- | --------------------------------------------------------------- |
| BeaverCube       | États-Unis | Massachusetts Institute of Technology | Collecter des données sur les phytoplanctons                    |
| CLICK A          | États-Unis | Massachusetts Institute of Technology | Tester un système de communication laser entre deux CubeSats    |
| D3               | États-Unis | Université de Floride                 | Valider un nouveau système de guidage en orbite basse           |
| JAGSAT 1         | États-Unis | Université du Sud de l'Alabama        | Fournir des mesures sur la ionosphère                           |
| CapSat 1         | États-Unis | The Weiss School                      | Mesurer le déchargement de batteries                            |
| FUTABA           | Japon      | Université de technologie de Kyūshū   | Divers instruments éducatifs                                    |
| HSU-SAT 1        | Japon      | Happy Science University              | Démonstration de divers instruments technologiques et éducatifs |
| TUMnanoSAT       | Moldavie   | Université Technique de Moldavie      | Fournir une plateforme de test pour les étudiants               |
| mission ELaNa 49 |            |                                       |                                                                 |